# هيو روبرتسون (لاعب كرة قدم بريطاني)
هيو روبرتسون (بالإنجليزية: Hugh Robertson)‏ (19 مارس 1975 في المملكة المتحدة - ) هو لاعب كرة قدم بريطاني في مركز الظهير. شارك مع منتخب اسكتلندا تحت 21 سنة لكرة القدم. أما مع النوادي، فقد لعب مع نادي أبردين ونادي إنفرنيس ونادي بريتشين سيتي ونادي دندي ونادي روس كاونتي ونادي هارتلبول يونايتد وCulter F.C. ‏ ونادي آير يونايتد.

## وصلات خارجية
- هيو روبرتسون على موقع قاعدة بيانات كرة القدم.إي يو (الإنجليزية)
- هيو روبرتسون على موقع Soccerbase.com (لاعب) (الإنجليزية)